# Верховцев, Фёдор Андреевич
Фёдор Андре́евич Верхо́вцев (май 1804, Санкт-Петербург — 31 декабря 1867 (12 января 1868), там же) — ювелирных дел мастер, владелец фабрики серебряных изделий в Санкт-Петербурге, потомственный почётный гражданин и меценат.

## Биография
Родился в мае 1804 года в семье бедного золотых дел мастера Андрея Верховцева. В 8 лет отдан на обучение золотых дел мастеру Салантьеву. В 1819 году организовал собственную фабрику, которая располагалась в доме Алфёрова № 18 на углу Троицкого и Графского переулков (современный адрес — ул. Рубинштейна, дом 18); управлением фабрики Фёдор Верховцев занимался сам без участия наёмного управляющего.
В 1826 году получил звание мастера серебряного цеха. С 1840 года входил в состав Купеческой гильдии. В 1847 году был избран заседателем Ремесленной управы, вносил значительные пожертвования для дома убогих и престарелых ремесленников. В 1858 году был награждён медалью за участие в создании предметов церковной утвари для Исаакиевского собора. В 1859 году на приёме по поводу тридцатипятилетия императрицы Марии Александровны им была преподнесена икона, за которую он удостоился получить бриллиантовый перстень.

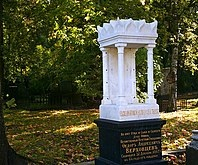
Надгробие могилы Ф. А. Верховцева

С 1861 года состоял членом комитета и заведующим женским отделением детского приюта принца Ольденбурского. Осуществлял помощь приюту денежными вкладами, едой, бельём, в составлении стипендий. За эту деятельность был награждён орденом Ольденбургским. Осуществлял также помощь Мариинскому женскому училищу. Являлся меценатом Александро-Невского дома призрения, его имя поминалось в храме Боголюбской иконы Божией Матери. В 1863 году выразил сочувствие к поддержанию храмов в Западном крае, за что был награждён орденом святой Анны III степени 18 (30) декабря 1864 года. 19 (31) мая 1865 года присвоено звание потомственного почетного гражданина. 24 марта (5 апреля) 1867 года был награждён орденом святого Станислава II степени за осуществление благотворительности.
Умер 31 декабря 1867 года (12 января 1868). Похоронен на участке «Литераторских мостков» Волковского кладбища.
После смерти Фёдора Верховцева фабрику унаследовал его сын Сергей, который продолжил дело отца. В 1870 году фабрика имела до 50 человек рабочих, вырабатывала в год серебряных изделий на сумму 150 000 рублей. В 1872 году здание фабрики было перестроено по проекту архитектора Василия Геккера, однако уже в 1880-х годах Сергей Верховцев разорился, а здание было продано Ивану Алексеевичу Жевержееву, владевшему парчово-ткацкой фабрикой. В настоящее время в здании фабрики Верховцевых располагается Академический Малый драматический театр — Театр Европы.

## Работы
Среди работ Фёдора Андреевича были церковная утварь, ризы, облачения для престолов и плащаниц для храмов Санкт-Петербурга, а также храмов и монастырей на территории современных Архангельской и Костромской, Новгородской и Псковской области, Вологодской, Ленинградской, Нижегородской и Кировской областей.
Им выполнены раки в стиле «рококо» для мощей Иова Почаевского, Тихона (Задонского), Арсения (Коневского), Симеона Верхотурского, Варлаама (Хутынского), Иоанна (Новгородского), Владимира (Новгородского), Авраамия Ростовского, Антония Римлянина, Антония Сийского, Иакова Боровичского, Нила Сорского, Вассиана и Ионы (Соловецкие), Зосимы и Германа (Соловецких), Саввы (Крыпецкого); ризы для иконы Божией Матери «Всех скорбящих Радосте» в Скорбященской церкви в Санкт-Петербурге, «Почаевская», «Знамения» (Новгородская), «Старорусская», «Тихвинская» в Ипатьевском монастыре и Исаакиевском соборе в Санкт-Петербурге, «Иверская» в Валдайском Иверском монастыре, «Смоленская» в церкви Смоленской иконы Божией Матери на Смоленском кладбище, иконы Николая Чудотворца в Новой Ладоге, иконы Антония и Феодосия Киево-Печерских в Казанском соборе в Санкт-Петербурге. Некоторые ризы были выполнены совместно с ювелиром Фридрихом Брутцом по рисункам академика Ф. Г. Солнцева. Также им были выполнены блюда от Петербургского купеческого и мещанского обществ на коронацию 26 августа (7 сентября) 1856 года Александра II и провозглашение совершеннолетия 8 (20) сентября 1859 года цесаревича Николая Александровича; блюдо от шереметьевских крестьян для Александра II, в честь отмены крепостного права. Ряд работ были выполнены для зарубежных храмов и монастырей. Среди них — дарохранительница в церкви имения А. Н. Демидова в Сан-Донато; список с иконы «Нямецкая» для Кицканского монастыря в Молдавии; крест для церкви святителя Николая в Куопио; лампада, дискос и потир с принадлежностями, для Почаевской лавры.
Некоторые работы мастера хранятся в музеях — Государственном Эрмитаже, Государственном Русском музее, музее Фаберже, Государственном музее истории религии, Государственном историческом музее, Новгородском музее-заповеднике, Архангельском музее изобразительных искусств, Тульском музее изобразительных искусств, Псковском государственном объединённом историко-архитектурном и художественном музее-заповеднике, «театральном музее имени А. А. Бахрушина», Кирилло-Белозерском музее-заповеднике, Вологодском музее, музее церковного искусства (Финляндия). Работы мастера также представлены в частных собраниях или продавались на аукционах в Европе или России, таких как «АРТ студия „КЕНТАВР“», ООО «Серебряный Ряд», Sotheby’s, ООО «Аукционный Дом „Гелос“», Le cabinet «HONORÉ D’URFÉ», Аукционный дом «Vitber Art&Antiques».

### Участие в выставках и награды
Работы Фёдора Андреевича были представлены на различных всероссийских и международных выставках. На Первой всероссийской мануфактурной выставке в Москве в 1831 году им были представлены работы церковной утвари, за которые Фёдор Андреевич был награждён малой серебряной медалью. На выставке Российских мануфактурных изделий в Санкт-Петербурге в 1839 году им было представлено чеканное вызолоченное Евангелие и образ «Святое семейство», за которые Верховцев был награждён золотой медалью. На выставке российских мануфактурных изделий в Санкт-Петербурге в 1849 году Фёдором Андреевичем была представлена серебряная доска чеканной работы на переднюю сторону престола с литым и расчеканенным изображением воскресшего Спасителя, за которые мастер получил малую серебряную медаль.
На выставке «Великая выставка промышленных работ всех народов» в 1851 году в Лондоне Верховцевым были представлены образ «Снятие со креста Христа Спасителя» на позолоченном фоне, чеканной работы от руки, а также верхняя серебряная доска на Евангелие чеканной работы от руки в древневизантийском стиле, на позолоченном фоне, на котором изображены распятие Христа Спасителя со стоящими вокруг пророками и четырьмя евангелистами по углам. Общая стоимость представленных на выставке работ составила 900 рублей. На Всемирной выставке в 1862 году в Лондоне им были представлены серебряные доски для ковчега с изображениями царей Ивана Грозного и Михаила Фёдоровича. За представленные в Лондоне работы был награждён большой медалью.

## Галерея работ

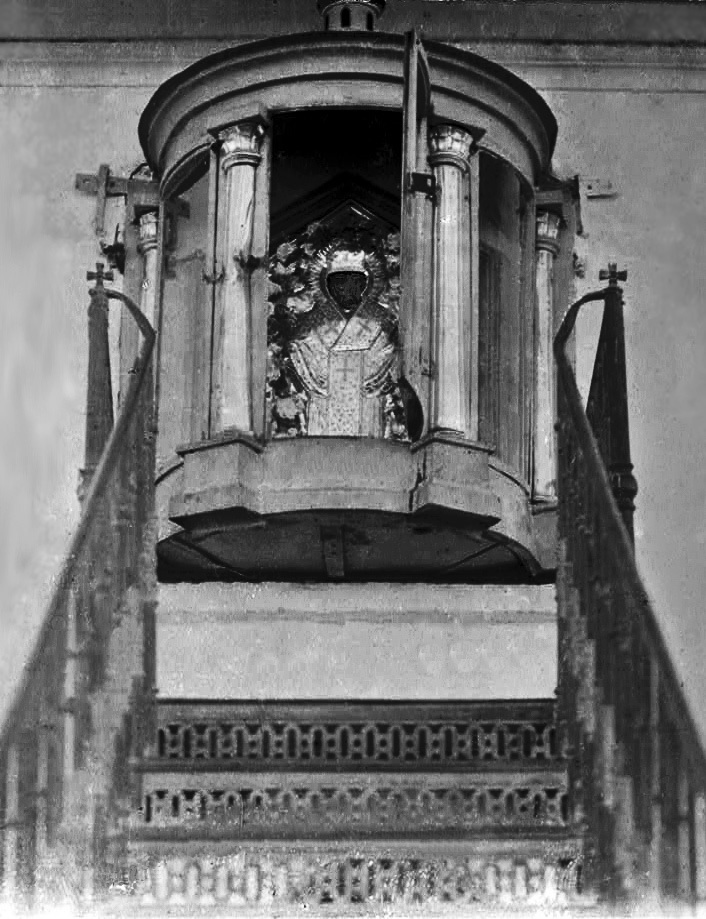
Образ Николая Чудотворца за алтарем, на территории Николо-Медведского монастыря в Новой Ладоге. С фотографии С. М. Прокудина-Горского. 1909 год.
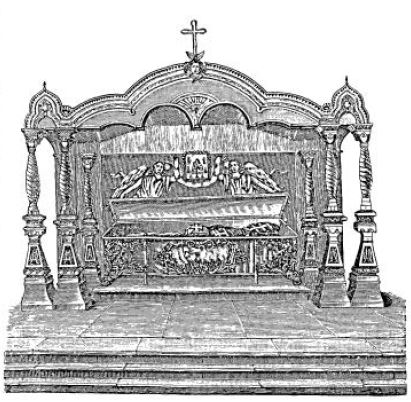
Рака Иова Почаевского
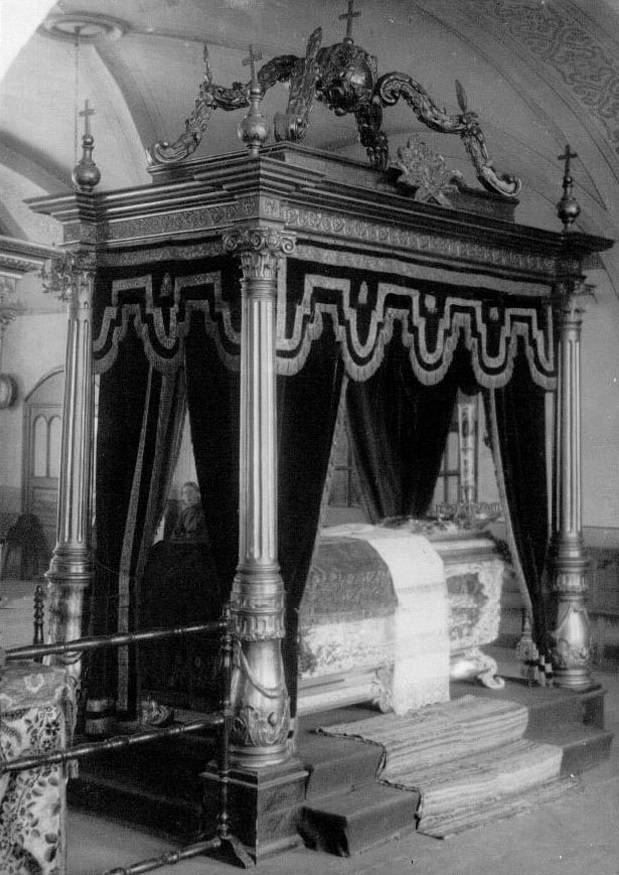
Рака Арсения Конеского, 1896 г.
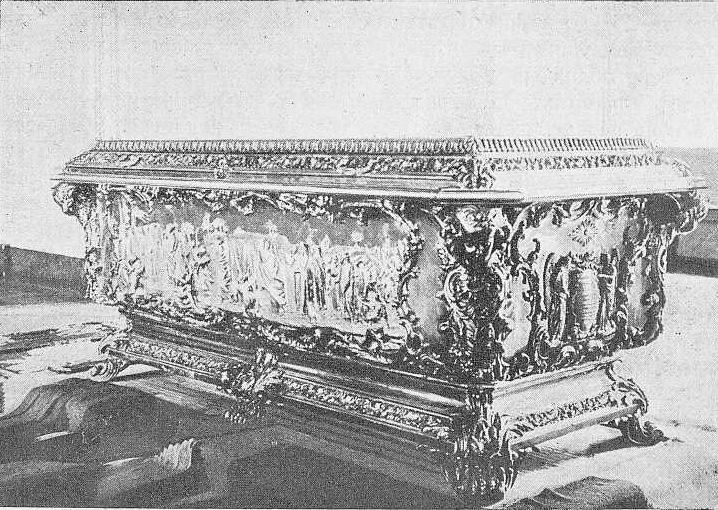
Рака Симеона Верхотурского, 1846 г.
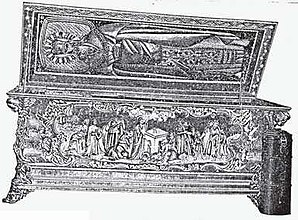
Рака с мощами преподобного Авраамия Ростовского, 1860 г.
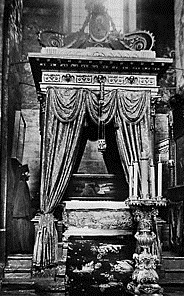
Рака с мощами святого Иакова Боровичского
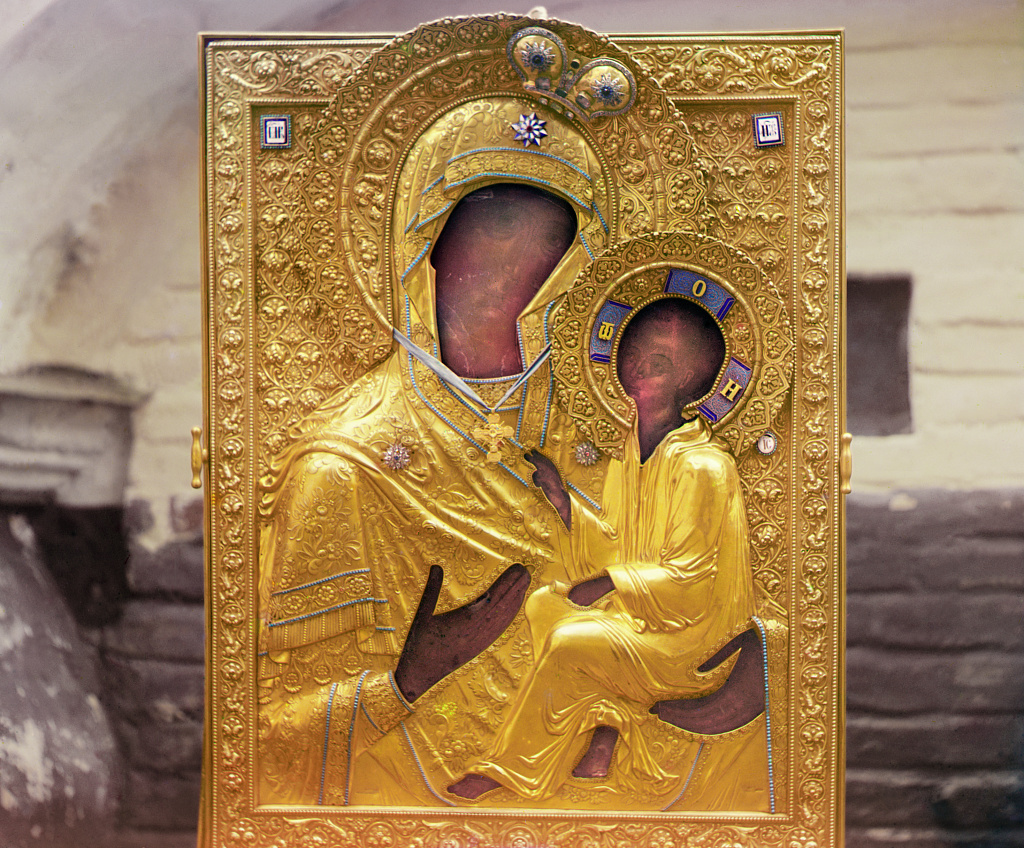
Риза с окладом на иконе «Тихвинская» в Свято-Троицком Ипатьевском монастыре. Фото С. М. Прокудина-Горского, 1911 год.
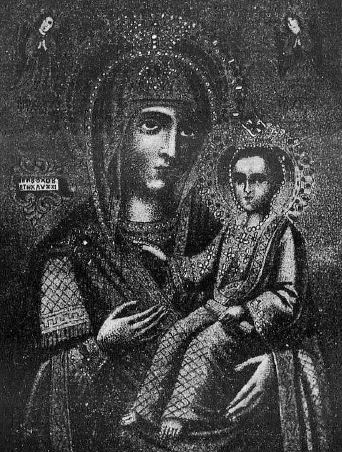
Список с иконы Нямецкая
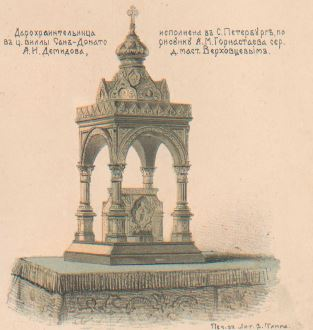
Дарохранительница в церкви виллы Сан-Донато
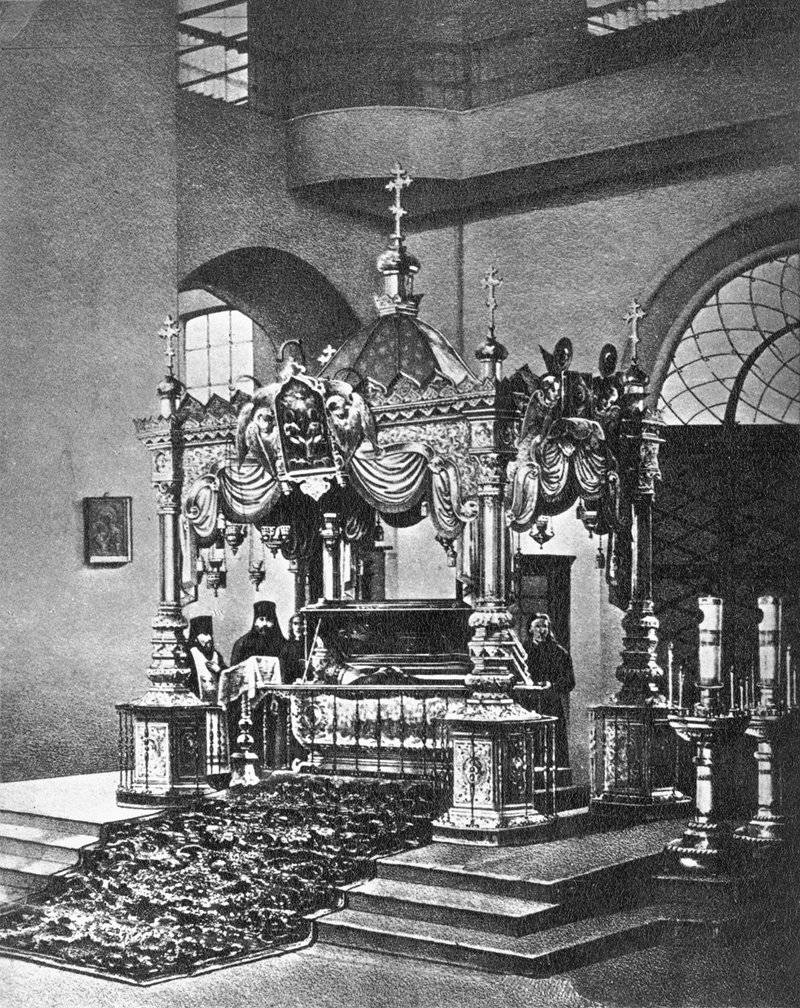
Вид раки с сенью святителя Тихона Задонского, 1880-е гг.